# Ерцо-Тіанеті

Мцхета-Мтіанеті на мапі Грузії

Е́рцо-Тіане́ті (груз. ერწო-თიანეთი) — невелика історико-географічна область у східній Грузії, що лежить уздовж долини річки Іорі (сучасний район міста Тіанеті, що у Мцхеті-Мтіанеті). 
Історичними межами області є Пшаві на півночі, Кахеті на півдні й сході та річка Араґві на заході. Територію було вперше згадано в 11 ст. 1614 року вона майже цілком збезлюдніла внаслідок захоплення перськими військами царства Кахеті, до якого на той час належала ця область. Згодом в спорожнілі села перейшли люди із сусідніх грузинських земель. 